# Cleistes liliastrum
Cleistes liliastrum är en orkidéart som beskrevs av Heinrich Gustav Reichenbach. Cleistes liliastrum ingår i släktet Cleistes, och familjen orkidéer. Inga underarter finns listade i Catalogue of Life.